# Nascetta
Il Nascetta è un vitigno a bacca bianca coltivato sulle colline della Langa e del Roero, nel sud Piemonte; localmente chiamato anche Anas-cétta o Nas-cëtta (in piemontese si pronunciata staccando la “s” dalla “c” e con “e” semi-muta)

## Storia
Secondo Lorenzo Fantini nel 1883 era diffusa in tutto l'Albese, dopo l'avvento della viticoltura moderna con l'introduzione dei vigneti monovarietali, questo vitigno riduce notevolmente la sua distribuzione, fino a sopravvivere all'interno di pochi vigneti nel comune di Novello. 
A partire dalla metà degli anni 90, grazie ad Elvio Cogno e della facoltà di agraria dell'Università di Torino, si reintroduce la coltivazione di tale varietà in tutto l'areale della Langa. Ad oggi si può considerare l'unico vitigno a bacca bianca autoctono della Langa del Barolo.

## Diffusione
La diffusione della produzione della Nas-cétta in purezza interessa il comune di Novello (con 7 aziende produttrici), di La Morra (con 5 aziende), Serralunga d'Alba (con 2 aziende), Santo Stefano Belbo (con 2 aziende), Castiglione Falletto, Barolo, Dogliani, Trezzo Tinella, Carrù, Monforte. La diffusione è in costante aumento anche in altre realtà viticole della Langa e del Roero.

### Sottozona del comune di Novello
Oltre al Langhe Nas-cetta esiste anche il Langhe Nas-cetta prodotto nella sottozona relativa al comune di Novello.

## Vini prodotti

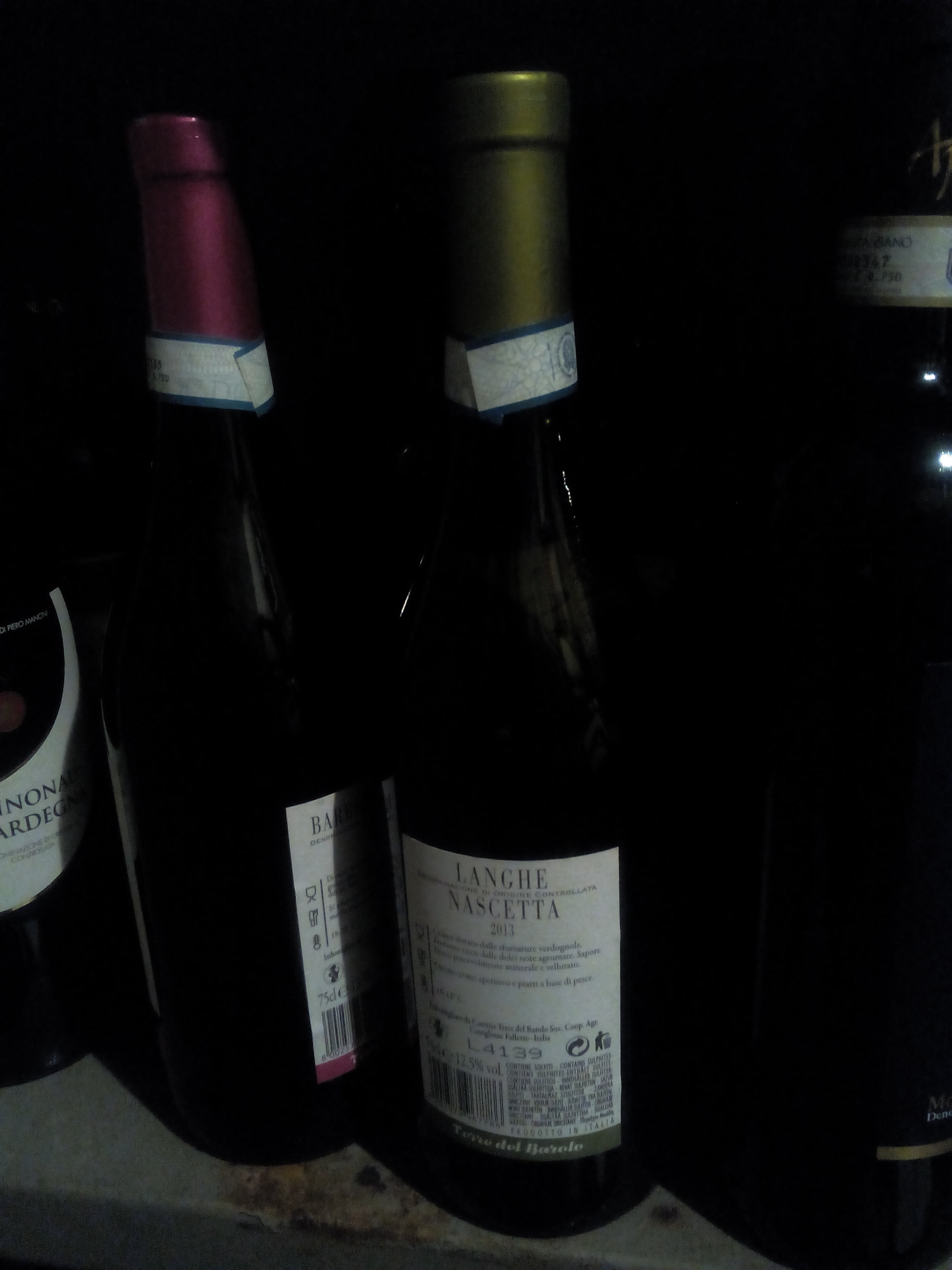
Langhe Nascetta DOC 2013

Langhe Nascetta, Langhe Nascetta del comune di Novello.

## Ambiente colturale
Preferisce zone soleggiate, da escludere i vigneti di fondovalle (dove è soggetta a forti attacchi di Muffa grigia) ed i versanti esposti a Nord

## Caratteristiche agronomiche
- Vigoria media elevata, con sviluppo abbondante di femminelle.
- Portamento semieretto con tralci sottili e fragili.
- Fertilità media, con gemme basali poco fertili.
- Produttività medio – elevata, anche sulle femminelle.
- Sensibilità alla muffa grigia a causa del grappolo compatto e della buccia poco consistente.

## Fenologia
- Germogliamento: precoce
- Maturazione: medio precoce (seconda decade di settembre), circa contemporanea a quella del Dolcetto.

## Caratteristiche organolettiche
La Nascetta potrebbe essere definita come varietà semi - aromatica per il suo contenuto in terpeni: fondamentalmente linalolo e derivati (cis e trans 8 OH linalolo).

### Composti volatili liberi
- Buona quantità di linalolo, superiore alla soglia di percezione (50 – 80 µg/L).
- Geraniolo e  ά – terpineolo presenti in concentrazioni inferiori alle soglie di percezione (rispettivamente di 50-80 µg/L e di 250-400 µg/L).
- 2- fenil etanolo (composto di fermentazione con sentori di fiorale), in quantità superiori alla soglia di percezione di 14000 µg/L.

Possibile presenza di tioli volatili,  responsabili dell'aroma del Sauvignon Blanc. (Descrittore pompelmo presente in alcuni vini.)

### Composti volatili glicosilati
- Linalolo, cis-8-OH-linalolo, trans-8-OH-linalolo, geraniolo,  nerolo, ά – terpineolo costituiscono una riserva aromatica nel tempo.
- 3-oxo-β-ionolo, 3-idrossi- β -ionone e vomifoliolo presenti in buona quantità risultano meno importanti dal punto di vista sensoriale,  avendo una soglia olfattiva molto alta.
- Vanillina e metil vanillato tipici del vino che ha avuto permanenza in barrique, anche se presenti naturalmente nell'uva.

### Composti volatili derivati da idrolisi chimica
Alla famiglia dei vitispirani appartiene anche il β-damascenone, che origina nel tempo odori di fiori, frutti esotici ed ha una soglia di riconoscimento nell'ordine di 5 µg/L.
Il TDN (1,1,6-trimetil-1,2-diidronaftalene), responsabile della nota aromatica di idrocarburo nei Riesling, è presente in quantità superiori alla soglia di percezione (20 µg/L).

## Attitudini enologiche
Nel passato era considerata un'uva a triplice attitudine: da mensa, da vino («Dalle uve Anascette puossi ancora ottenere vero vino del Reno», Gagna G., 1873) e da spumantizzazione.
Oggi viene utilizzata per la produzione di vini bianchi secchi ed è  in fase di sperimentazione la produzione di vini passiti. 
Ottimi risultati si ottengo dalla distillazione delle vinacce, ottenendo una grappa morbida con note fruttate che ricordano il vino stesso. 

### Caratteristiche del vino
- Buona gradazione alcolica da 12.9 a 13.69 %.
- Buon estratto secco tra 20.6 e 24 g/L
- pH che oscilla tra 3.34 e 3.71, con valori più alti per i vini che hanno fatto la FML.
- Acidità totale tra 4.20 e 5.53 g/L.
- Elevata quantità di polifenoli e di catechine a basso grado di polimerizzazione.
- Basso indice di ossidabilità: 0.051 (Mannini et al., 2001).
- Basso indice di polifenolossidasi: 0.011 (Mannini et al., 2001)